# Pardosa confalonierii
Pardosa confalonierii este o specie de păianjeni din genul Pardosa, familia Lycosidae, descrisă de Lodovico di Caporiacco în anul 1928. Conform Catalogue of Life specia Pardosa confalonierii nu are subspecii cunoscute.